# Bedřich Schejbal
Bedřich Schejbal fue un deportista bohemio que compitió en esgrima, especialista en la modalidad de sable. Participó en dos Juegos Olímpicos de Verano en los años 1908 y 1912, obteniendo una medalla de bronce en Londres 1908 en la prueba por equipos.

## Palmarés internacional
| Juegos Olímpicos | Juegos Olímpicos      | Juegos Olímpicos  | Juegos Olímpicos  |
| Año              | Lugar                 | Medalla           | Prueba            |
| ---------------- | --------------------- | ----------------- | ----------------- |
| 1908             | Londres (Reino Unido) | Medalla de bronce | Sable por equipos |